# シュコダ・トランスポーテーション

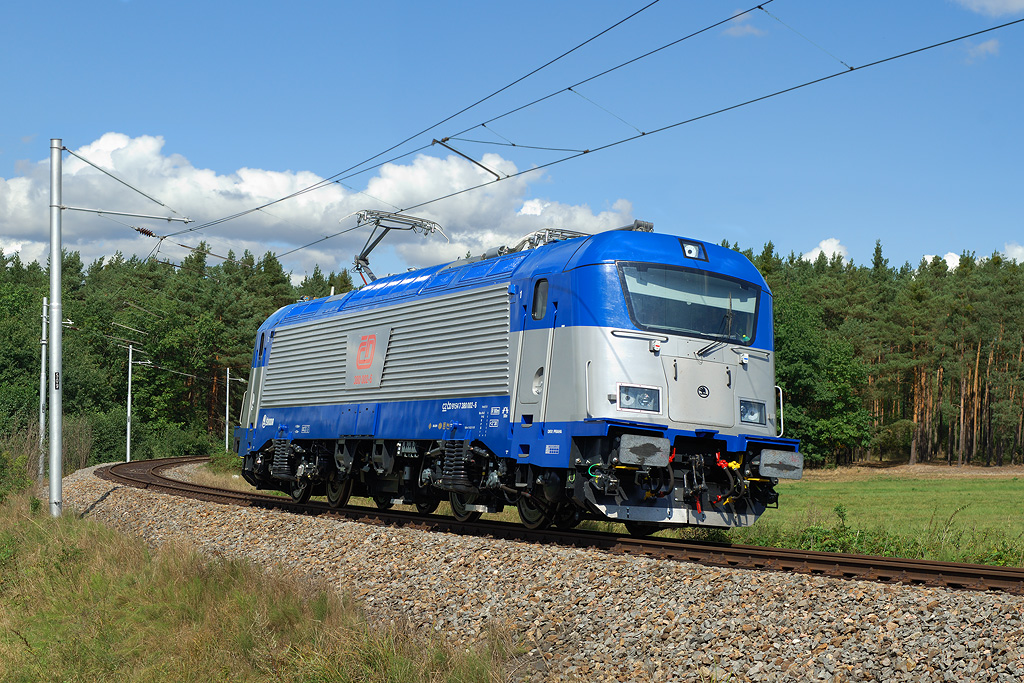
ヴェリム鉄道試験線におけるシュコダ109E型機関車

シュコダ・トランスポーテーション株式会社 （ŠKODA TRANSPORTATION a.s.）はチェコ共和国プルゼニ州プルゼニにある鉄道車両などの生産を行う企業である。本社、工場はシュコダの創業地であるプルゼニにある。

## 沿革
前身は1995年1月に分社化されたシュコダ交通技術会社（ŠKODA DOPRAVNÍ TECHNIKA s. r. o.）である。2004年10月にはシュコダ・トランスポーテーションに改称、 2009年1月に法的に株式会社の体裁が整う。
2009年シュコダ財閥は自社の鉄道部門としていくつかの企業を買収、 2010年、シュコダ・トランスポーテーションの収益は6.7億コルナとなった。
2016年11月、中国の鉄道車両メーカー最大手の中国中車が買収に関心を示しており、協議中であることが報じられた。

## 製品
1990年代には、 プルゼニ市電のタトラ T3をT3M（シュコダでの型式は01T）、リベレツ市電のT3をT3M4（シュコダでの型式は02T)への更新を行った。 1997年からは“アストラ”や“アニトラ”の愛称で知られるシュコダ 03Tを製作しチェコ国内5都市へ納入。 その他には 、プラハメトロ81-71型の 81-71Mへの更新 を皮切りに、同型車を運用するカザン、サンクトペテルブルク、キーウの車両更新、プラハでは試作車の6Mt型を納入した。 またシュコダ 109E等がある。
一覧についてはList of Škoda Transportation productsを参照のこと。

## 関連会社
- シュコダ電気 - 電車、電気機関車用電装品、モーターの製作。
- シュコダ車両 -  客車製造。1900年にストゥデーンカ車輌製作所として発足。
- シュコダ・シティ・サービス -  公共交通用車輌の修繕.
- シュコダ TVC, 機械加工
- トランステック Oy - フィンランドにある二階建て車両、超低床電車の製作会社。
- パルス・ノヴァ - 鉄道車輌修繕、更新。
- POLL - 電気システム。
- Sibelektroprivod - ロシアの鉄道車両、トロリーバス用モーターの製作。
- ガンツ・シュコダ電気 - ハンガリーのトロリーバス用電装品、モーター製作。